# Alexandre Emery
Alexandre Emery (* 9. März 1850 in Yverdon-les-Bains; † 16. Februar 1931 in Le Châtelard, heimatberechtigt in Etagnières) war ein Schweizer Unternehmer und Politiker.

## Biografie
Emery absolvierte eine Lehre als Polsterer in Paris und arbeitete ab 1877 als Sekretär seines Schwagers Ami Chessex in Montreux. Ab dem Jahre 1883 war er als Hotelier tätig.
Von 1889 bis 1893 war er im Grossen Rat des Kantons Waadt und politisierte mit einer freisinnigen Einstellung. In den Jahren 1901 bis 1912 war er Gemeindepräsident von Le Châtelard und wurde 1906 in den Nationalrat gewählt, wo er bis 1917 Einsitz hatte.
Alexandre Emery war ein Gegner des Gotthardvertrags von 1909. Er war sehr einflussreich in allen Bereichen, welche zum Ausbau der Waadtländer Riviera beitrugen (z. B. Hotellerie, Montreux-Berner Oberland-Bahn, Bankwesen, Presse). Als Initiator des Hotels «Montreux Palace» und als Verwaltungsrat vieler Hotels in der Schweiz, in Paris und an der Côte d’Azur, sowie das Präsidium des Schweizer Hotelier-Vereins sicherten seinen Einfluss.
Die Gemeinde Le Châtelard ernannte Emery zum Ehrenbürger.